# Робледо, Хорхе (конкистадор)
Хорхе Робледо (исп. Jorge Robledo; приблизительно 1500, Убеда, Хаэн, Испания — 5 октября 1546, Ла-Мерсед, Кальдас, Колумбия) — испанский военный деятель и конкистадор, маршал. Родом из Андалусии, имел благородное происхождение. Знаменательная фигура в истории Колумбии, известен как «Завоеватель Антьокии».

## Биография
Родился в городе Убеда, провинции Хаэн в Испании, в первом десятилетии XVI века, в благородной, но небогатой семье. Получил образование, доступное бедным дворянам, предназначение которых, служба в королевских войсках. Стал капитаном во время Итальянских войн (см. Франциск I и Карл V), окончившихся победой Испании. Его роль в завоевании Нового Света не сводится только к событиям на севере региона Каука и региона Паиса в Колумбии; имя Хорхе Робледо упоминается среди первооткрывателей Новой Галисии, в завоевании Гватемалы, в битве при Кахамарке в Перу. И возможно, он примкнул к армии Себастьяна де Белалькасара в поисках Эльдорадо.
Присутствовал при основании городов Кали и Попаян, став одним из первых его мэров.

### Участие в завоевании Перу
Чёткие ссылки, относительно Хорхе Робледо, обнаруживаются только с момента, когда он оказывая содействие Франсиско Писарро, решил выступить на Кахамарку (Перу), и вместе с армией Себастьяна де Белалькасара принял участие в завоевании Перу, откуда прошёл на юг нынешней Колумбии и достиг Кали.

### Основание городов Ансерма и Картаго

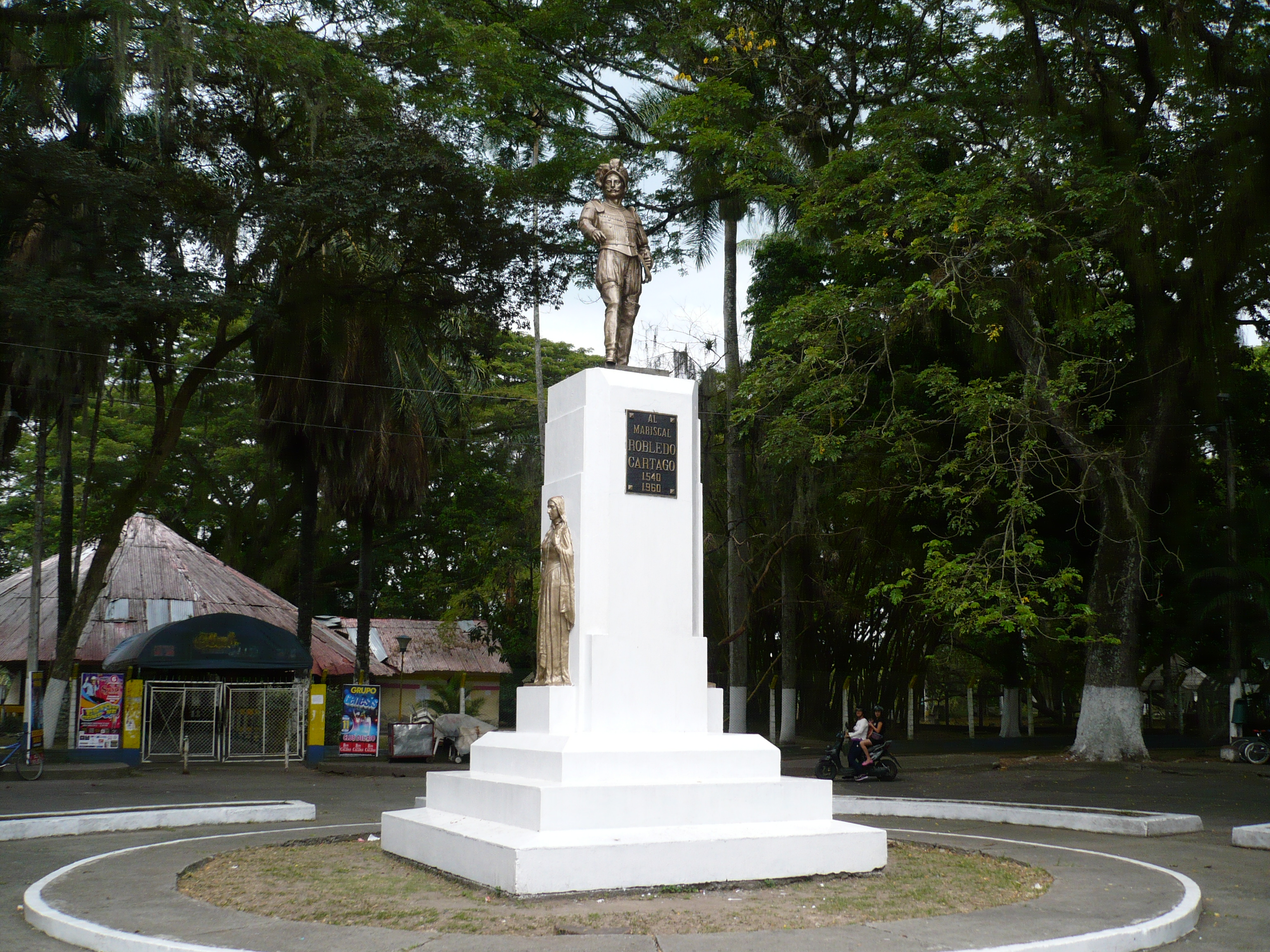
Памятник маршалу Робледо в парке La Isleta, Картаго

В Кали наместник Лоренцо де Альдана дал Робледо приказ исследовать провинцию Ансерма. 25 июля 1539 года в долине, заселённой народностью умбра, на вершине холма, он основывал город Санта-Ана-де-Лос-Кабальерос, впоследствии названный Ансерма.
Воевал с индейцами Посо, чей вождь Пирамеке был ранен. Победив его, проследовал до Пакоры (ныне департамент Кальдас), где вступил в битву с племенем паукура, возглавляемым вождём Пимана. Прошёл в Сантьяго-де-Арма, где сломил сопротивление яростно сражавшихся индейцев. Робледо в его рейдах сопровождали собаки, что делало его ещё более устрашающим для индейцев. Далее, вместе с Суэро де Нава, направился к долине Кимбая и 9 августа 1540 года основал Сан-Хорхе-де-Картаго.

### Исследование и основание города Санта-Фе
В 1540 году совершил первую экспедицию на территорию, известную сегодня как регион Паиса, в посёлок, которые назвали «городок Пасхи», в настоящее время Дамаск. Потом проследовал в долину, названную индейцами долина Абурра, а конкистадорами долина Святого Варфоломея, в настоящее время Медельин. Эта местность была открыта капитаном Херонимо Луисом Техело, который, в сопровождении нескольких человек, отделился от основной группы по приказу Робледо.
В 1541 году основал город Санта-Фе, который годами позднее был перенесён на своё современное место, и назван Санта-Фе-де-Антьокия.

### Возвращение в Испанию
В 1542 году прошёл от Санта-Фе-де-Антьокия до реки Атрато, продолжив свой путь с намерением отправиться в Испанию через Сан-Себастьян де Буэнависта в Ураба (основана в мае 1535). Когда он достиг побережья Ураба, Алонсо де Эредия обвинил его в незаконном присвоении полномочий своего брата Педро де Эредия, наместника Картахены. Робледо был арестован, лишён всего нажитого состояния и отправлен в Испанию по обвинению в захвате земель, которые через нескольких лет будут названы Антьокия. В Испании, однако, был оправдан и, в качестве компенсации, получил звание маршала.

Герб маршала Хорхе Робледо

### Возвращение в Америку

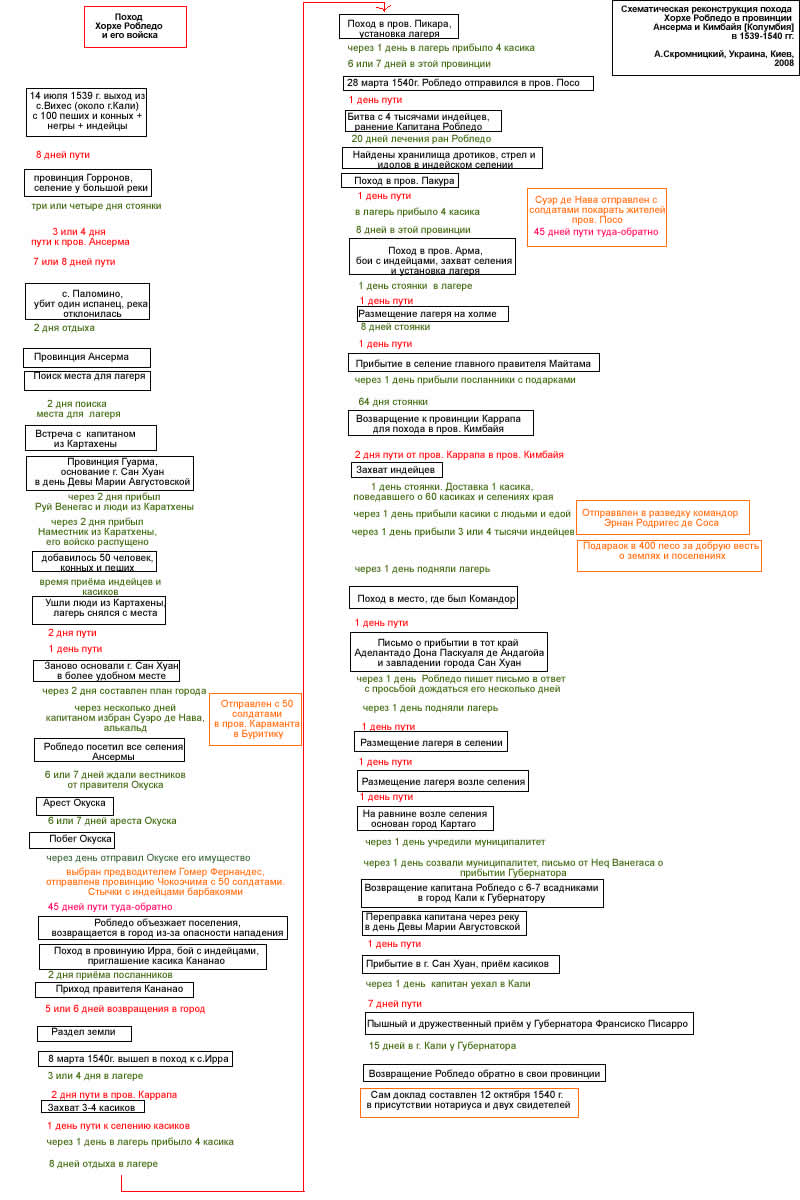
Схема похода капитана Хорхе Робледо в провинции Ансерма и Кимбая, 1539—1540 года.

В Картахену Робледо вернулся с женой Марией де Карвахаль, известной впоследствии как «Маршальша» (вдова выходила замуж ещё два раза: сначала за королевского казначея из Боготы и Санта Марты Педро Брисеньо Бердуго, уроженца Аревало, Авила; и второй раз за Франциско Брисеньо Лопеса, уроженца Корраль-де-Альмагер, Толедо; фельдмаршала, слушателя королевской судебной коллегии Новой Гранады (1574—1575); и наместника Гватемалы (1563—1569)). В 1546 году Робледо отправился в Антьокию, где попытался утвердиться в качестве губернатора на землях, которые завоевал годами ранее. По прибытии ему удалось захватить правительство и представителя Белалькасара. То же самое он попытался сделать во время рейда по Арма, Картаго и Ансерма, и с самим Белалькасаром, который находился в Кали; но безуспешно.

### Смерть Хорхе Робледо

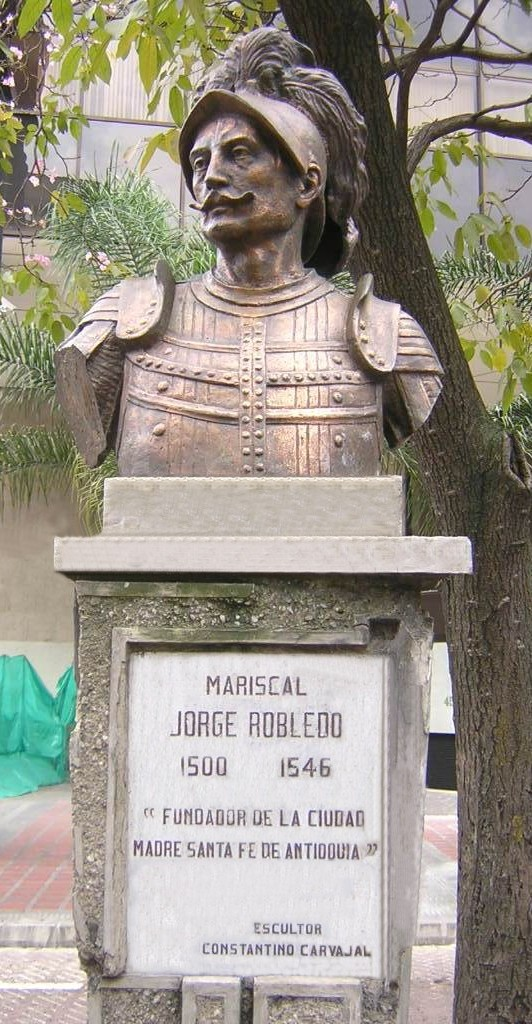
Бюст Хорхе Робледо в Медельине

Уполномоченный Мигель Дьес-де-Амендарис, эмиссар маршала Робледо, вручил губернатору провинции Попаян (Белалькасару) письмо, в котором приказывал, не покидать пределы города Кали и признать власть Робледо в северном регионе провинции Попаян и на территориях, что 30 годами спустя будут названы провинция Антьокия, на что Белалькасар ответил отказом.
В осенью 1546 года С. де Белалькасар по пути из муниципалитета Сан-Бартоломе (в настоящее время Пакора) смог схватить Робледо и приговорил его к смерти. 5 октября маршал был обезглавлен вместе со своими боевыми соратниками Эрнаном Родригесом де Соуса, Бальтасаром де Ледесма и Хуаном Маркесом Санабрия. Согласно Педро Сьеса де Леону, тело Робледо было похоронено, а его голова выставлена на всеобщее обозрение. Белалькасар был привлечён к суду «в отсутствие» (лат. in absentia), признан виновным и приговорён к смерти за это убийство, жестокое обращение в отношении коренных народов и участие в междоусобных распрях, возникавших между конкистадорами. Умер он в Картахене, не успев отправиться в Испанию для обжалования решение суда.